# Жалимайте, Ева
Ева Жалимайте (лит. Ieva Žalimaitė, род. 1992, Плунге) — литовская шахматистка.
Выпускница факультета экономики и управления Университета Александраса Стульгинскиса.
Воспитанница тренера В. В. Андрюшайтиса. Позже занималась под руководством мастера ФИДЕ С. Калвайтиса.
Чемпионка Литвы 2018 г. (разделила 1—2 места с Д. Батите и обошла её по дополнительным показателям).
Победительница юношеских чемпионатов Литвы 2006, 2008, 2009, 2010 годов (в разных возрастных категориях), серебряный призёр юношеского чемпионата Литвы 2007 г. (в категории до 18 лет).
В составе сборной Литвы участница матча со сборной Латвии 2005 г., Прибалтийских студенческих игр 2013, 2014 и 2015 гг.
Участница юношеских чемпионатов мира 2002, 2004, 2006, 2007 и 2010 гг., юношеских чемпионатов Европы 2008 и 2009 гг.
Выступает за команду шахматного клуба „Bokštas“.

## Основные спортивные результаты
| Год  | Город       | Соревнование                                                   | + | − | = | Результат | Место  |
| ---- | ----------- | -------------------------------------------------------------- | - | - | - | --------- | ------ |
| 2002 | Ираклион    | Юношеский чемпионат мира (до 10 лет)                           |   |   |   |           | [ 9 ]  |
| 2004 | Ираклион    | Юношеский чемпионат мира (до 12 лет)                           |   |   |   |           | [ 10 ] |
| 2005 | Лиепая      | Матч Латвия — Литва (против М. Пуцены)                         | 0 | 0 | 1 | ½ из 1    |        |
| 2006 |             | Юношеский чемпионат Литвы (до 14 лет)                          |   |   |   |           | 1      |
|      | Батуми      | Юношеский чемпионат мира (до 14 лет)                           |   |   |   |           | [ 10 ] |
| 2007 |             | Юношеский чемпионат Литвы (до 18 лет)                          |   |   |   |           | 2      |
|      | Кемер       | Юношеский чемпионат мира (до 16 лет)                           |   |   |   |           |        |
| 2008 |             | Юношеский чемпионат Литвы (до 16 лет)                          |   |   |   |           | 1      |
|      | Херцег-Нови | Юношеский чемпионат Европы (до 16 лет)                         |   |   |   |           | [ 11 ] |
| 2009 | Фермо       | Юношеский чемпионат Европы (до 18 лет)                         |   |   |   |           | [ 12 ] |
| 2010 |             | Юношеский чемпионат Литвы (до 18 лет)                          |   |   |   |           | 1      |
|      | Порто-Карас | Юношеский чемпионат мира (до 18 лет)                           |   |   |   |           | [ 13 ] |
| 2011 | Неменчине   | Чемпионат Литвы                                                | 4 | 5 | 0 | 4 из 9    | 11—14  |
| 2012 | Вильнюс     | Чемпионат Литвы                                                | 3 | 3 | 2 | 4 из 8    | 11—12  |
| 2013 | Рига        | Прибалтийские студенческие игры (сборная Литвы, женская доска) |   |   |   |           |        |
| 2014 | Тарту       | Прибалтийские студенческие игры (сборная Литвы, женская доска) |   |   |   |           |        |
| 2015 | Каунас      | Прибалтийские студенческие игры (сборная Литвы, женская доска) |   |   |   |           |        |
|      | Вильнюс     | Чемпионат Литвы                                                | 3 | 3 | 2 | 4 из 8    | 10—16  |
| 2018 | Каунас      | Чемпионат Литвы                                                | 5 | 1 | 1 | 5½ из 7   | 1—2    |